# 알카이오스 (시인)

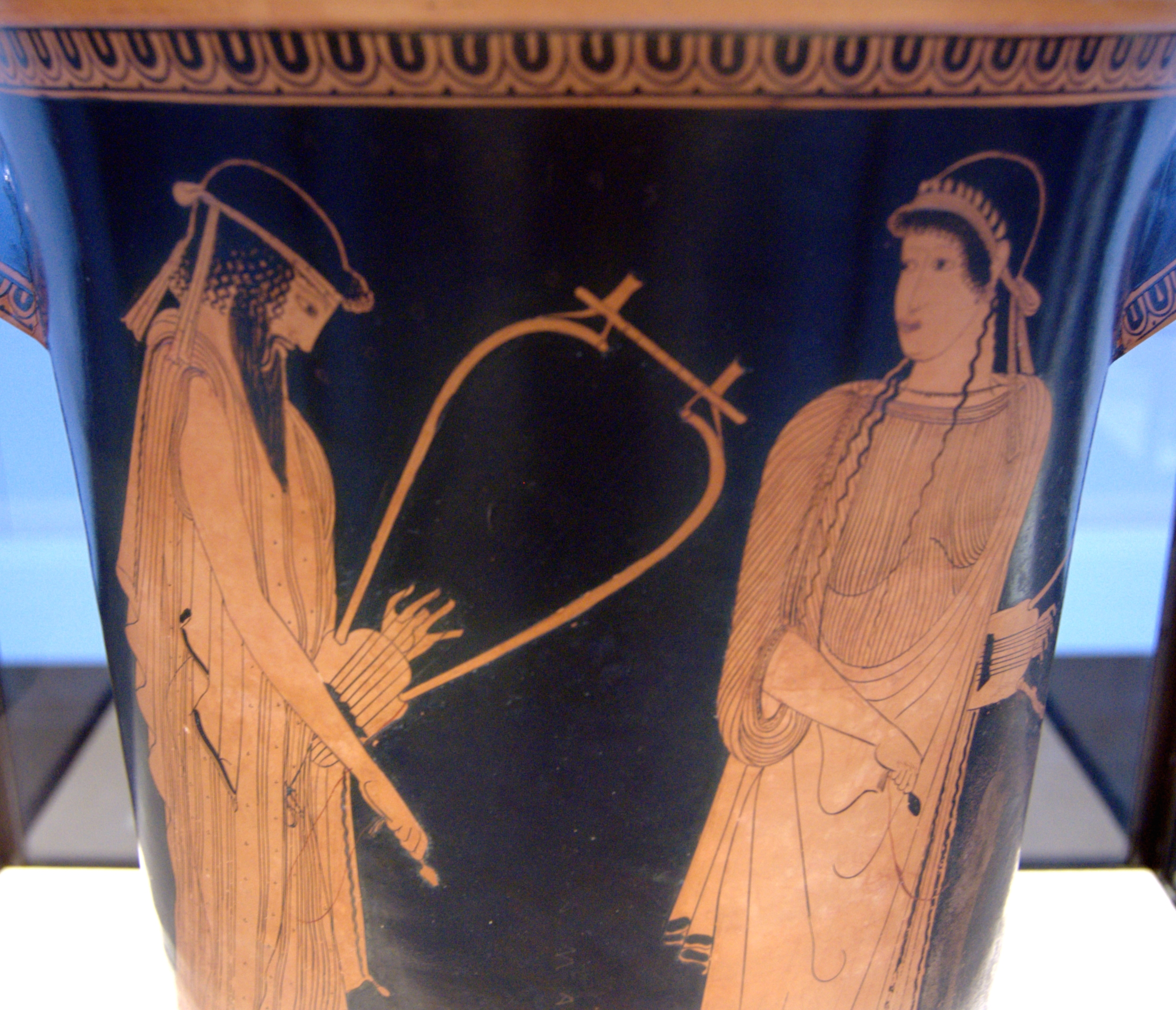
알카이오스와 사포, 아티케 적회식 칼라투스, 기원전 470년경, 국립고전미술관(Staatliche Antikensammlungen) (Inv. 2416)

뮈틸레네의 알카이오스(Ἀλκαῖος ὁ Μυτιληναῖος, c. 625/620 – c. 580 BC)는 그리스 레스보스섬 출신의 서정시인으로, 알카이오스 연(聯)을 창조한 인물로 평가받는다. 알카이오스는 기원전 3세기 헬레니즘기 학자들이 남긴 알렉산드리아 문헌록에서 아홉 명의 서정시인 가운데 두번째로 언급되었다. 알카이오스는 레스보스의 주요 도시인 뮈틸레네의 귀족 통치 계급에서 기원전 630년경 태어났으며 고향에서 벌어진 정쟁(政爭)에 연루되기도 했다. 알카이오스는 사포의 동시대인으로, 그녀와 많은 시를 주고받은 연인 관계로 추정되기도 한다. 알카이오스는 기원전 580년경 사망하였다.

## 생애
알카이오스의 대략적인 생애는 잘 알려져 있다. 알카이오스는 7세기 말 무렵부터 북애게해의 모든 그리스계 도시국가들에 있어 가장 큰 영향을 끼치며, 헬레스폰토스의 무역로를 지키던 강력한 해군과 식민지를 가진 레스보스섬에서 가장 강력한 도시국가, 뮈틸레네를 지배하던 귀족·전사 계급에서 태어났다.
뮈틸레네는 오랫동안 펜틸리데스 가문이 통치하였으나, 알카이오스가 살던 시기에는 펜틸리데스 가문은 쇠락하였으며, 경쟁 관계에 있던 귀족 파벌들이 서로 도시를 통치하고자 다투고 있었다. 알카이오스와 그의 형들은 열렬히 이 투쟁에 참여하였으나 그닥 성공을 거두지는 못했다.